# Карлайл, Джонни
Джон Камминг Карлайл (англ. John Cumming Carlyle; 31 июля 1929, Фолкерк — 15 апреля 2017, Ларберт) — британский шотландский хоккеист, выступавший на профессиональном уровне в 1950-х и 1960-х годах. Представлял ряд шотландских и английских клубов, в том числе был игроком «Ноттингем Пантерс». Игрок и тренер национальной сборной Великобритании по хоккею. Член Зала славы британского хоккея (1988).

## Биография
Джонни Карлайл родился 31 июля 1929 года в городе Фолкерк, Шотландия. Научился кататься на коньках в раннем детстве на местном катке, там же впервые сыграл в хоккей, выступал за резервный состав городской хоккейной команды «Фолкерк Лайонс».
В возрасте семнадцати лет дебютировал на взрослом уровне в основном составе «Львов». Отслужив в армии, продолжил выступать за команду, три раза выигрывал серию плей-офф Шотландской национальной лиги, оставаясь в клубе вплоть до его расформирования в 1955 году. В общей сложности сыграл за клуб 297 игр, набрав в них 190 очков (забросил 74 шайбы и отдал 116 голевых передач). В это же время впервые начал привлекаться в основной состав национальной сборной Великобритании по хоккею, в частности побывал на чемпионатах мира 1950 и 1951 годов, заняв на них четвёртое и пятое места соответственно. При этом на льду исполнял роль как нападающего, так и защитника.
Сезон 1955/56 провёл в лондонском клубе «Харринги Рейсерс», выступавшем в Британской национальной лиге. Стал одним из основных игроков команды и в ходе сезона был признан капитаном. После того как в 1958 году «Рейсерс» прекратил своё существование, Карлайл вернулся в Шотландию и присоединился к команде «Эдинбург Ройалс» (более известна под другим названием — «Маррифилд Рейсерс»). К концу сезона хоккеист попал в «Ноттингем Пантерс». В связи с кризисом и закрытием Британской национальной лиги на следующий сезон покинул «Пантерс» и в период с 1959 по 1962 год представлял английскую команду «Брайтон Тайгерс».
Ещё будучи действующим хоккеистом, Джонни Карлайл осуществлял тренерскую деятельность в «Эдинбург Ройалс», а в 1961 году в качестве играющего тренера возглавил сборную Великобритании — команда под его руководством победила всех своих соперников в группе Б чемпионата мира, уступив в итоговой таблице сборной Норвегии только по разнице заброшенных шайб. В следующем сезоне проявил себя прежде всего на клубном уровне, являлся тренером-игроком «Брайтон Тайгерс», после чего был приглашён на должность главного тренера в шотландский клуб «Маррифилд Рейсерс» — находился на этом посту в 1963—1973 годах, причём его четыре раза признавали лучшим тренером лиги.
На период 1971—1973 годов вновь возглавил национальную сборную Великобритании, выступавшую в то время в группе С чемпионата мира. Затем ушёл на пенсию.
В 1988 году за свои спортивные достижения Джонни Карлайл был введён в Зал славы британского хоккея.
Умер 15 апреля 2017 года в городке Ларберт округа Фолкерк в возрасте 87 лет.